# Balyana
Balyana es un género de escarabajos de la familia Chrysomelidae. En 1898 Péringuey describió el género. Contiene las siguientes especies:
- Balyana armata Gestro, 1908
- Balyana mariaui Berti & Chenon, 1987
- Balyana maritima Berti, 1987
- Balyana oberthuri Gestro, 1908
- Balyana ornata Gestro, 1908
- Balyana pauliani Uhmann, 1954
- Balyana sculptilis (Fairmaire, 1895)
- Balyana sculptipennis (Fairmaire, 1904)